# Marc Okrand
Marc Okrand ( / ˈ oʊ k r æ n d / ; n. 3 iulie 1948, Los Angeles, California, SUA) este un lingvist american. Activitatea sa profesională privește limbile native americane și este cunoscut ca fiind creatorul limbii klingoniene în franciza științifico-fantastică Star Trek.